# Cerro de Paja
La Cerro de Paja es una montaña ubicada en el extremo norte del municipio Bejuma (Carabobo), Venezuela. Con una altura de 1.662 m s. n. m., el Cerro de Paja es una de las montañas más altas en Carabobo. Constituye parte del límite norte del municipio Bejuma con el vecino municipio Mora.

## Ubicación
El Cerro de Paja se encuentra al oeste de Naguanagua. Al norte se continúa con la Fila La Justa que hace vértice con la Cumbre de Chirgua a nivel de la Cumbre Pica de los Silva. Desde ese punto baja hasta llegar al Mar Caribe por la bahía de Morón al oeste de Puerto Cabello.